# Lara Larco
Lara-Sofia Larco (* 27. November 2002 in Boca Raton, Florida) ist eine in den USA geborene haitianische Fußballtorhüterin.

## Karriere

### Vereine
Nach ihrer High-School-Mannschaft ist sie mittlerweile Teil des College-Teams der Georgetown Hoyas.

### Nationalmannschaft
Ihren ersten bekannten Einsatz für die haitianische A-Nationalmannschaft hatte sie am 17. Februar 2022 bei einem 6:0-Sieg über Honduras während der Qualifikation für die CONCACAF W Championship 2022. Nach einem weiteren Freundschaftsspiel kam sie dann auch im ersten Spiel der Endrunde der CONCACAF W Championship 2022 zum Einsatz. Danach wurde sie dann auch für den Kader der Mannschaft bei der Weltmeisterschaft 2023 nominiert, kam hier hinter Kerly Théus jedoch nicht zum Einsatz.